# Carex angustinowiczii
Carex angustinowiczii là một loài thực vật có hoa trong họ Cói. Loài này được Meinsh. ex Korsh. mô tả khoa học đầu tiên năm 1892.